# Kosów (powiat piotrkowski)
Kosów – wieś w Polsce w województwie łódzkim, w powiecie piotrkowskim, w gminie Moszczenica.
W latach 1975–1998 miejscowość administracyjnie należała do województwa piotrkowskiego.

## Położenie
Kosów położony jest na Równinie Piotrkowskiej, która stanowi południową część Niziny Mazowieckiej. Miejscowość znajduje się przy linii kolei Warszawsko-Wiedeńskiej, w odległości około 10 km na północ od Piotrkowa Trybunalskiego.

## Części wsi
| SIMC    | Nazwa     | Rodzaj    |
| ------- | --------- | --------- |
| 0546609 | Batorówka | część wsi |
| 0546590 | Korea     | część wsi |

## Historia
Pierwsza informacja na temat Kosowa pochodzi z 1386 r. Następna wzmianka została odnotowana w księgach sądowych w 1398 r. (Stan. de Kosow subagazo). Historia tej niewielkiej miejscowości splotła się z historią Polski i historią powszechną w związku z polityką króla Jana Olbrachta. W następstwie klęski wyprawy na Mołdawię wzrosła liczba konfiskat majątków ziemskich za niestawiennictwo na wyprawę, zbiegostwo lub nienależyte wypełnienie obowiązków. Jednym z takich skonfiskowanych majątków były najprawdopodobniej posiadłości w Kosowie, Moszczenicy i Woli Moszczenickiej. Zostały one przekazane rodzinie Kossowskich. W 1499 r. król Jan Olbracht wystawił w Krakowie dokument lokacyjny Kosowa, Moszczenicy i Woli Moszczenickiej na prawie niemieckim. Dobra Kossowskich w ziemi sieradzkiej, w tym Kosów, przeszły następnie w ręce innych właścicieli. Kosów pozostawał wsią szlachecką należącą m.in. do Lubiatowskich i Małachowskich. Pozostałością po rodzinie Kossowskich jest nazwa miejscowości. Jeszcze na początku XX wieku nazwę „Kosów” pisano przez podwójne „s”.
Miejscowość została niemal doszczętnie zniszczona w czasie II wojny światowej. Na początku września 1939 roku toczyły się tu zacięte walki o linię kolejową. W dniu 5 września kapral Stefan Karaszewski przy użyciu min przeciwczołgowych i granatów zniszczył 9 niemieckich pojazdów pancernych. W odwecie Luftwaffe dokonało nalotu i zrównało Kosów z ziemią (ocalało zaledwie kilka domów). 
Dlatego dzisiaj prawie cała zabudowa miejscowości pochodzi z czasów powojennych.
W okresie okupacji w Kosowie aktywność przejawiał piotrkowski Arbeitsamt, wielu mieszkańców zostało zmuszonych do wyjazdu na roboty przymusowe do III Rzeszy.
W tym samym czasie w okolicach Kosowa działały oddziały Gwardii Ludowej, dowodzone przez legendarnego Małego Franka.

## Demografia
| Rok  | Liczba mieszkańców |
| ---- | ------------------ |
| 1827 | 191                |
| 1883 | 221                |
| 2003 | 691                |
| 2005 | 693                |
| 2009 | 648                |
| 2011 | 670                |

## Etymologia lokalnych nazw
- Kosów – nazwa miejscowości pochodzi od nazwiska rodu Kossowskich; pierwotnie był to Kossów.
- Koreja – dzielnica Kosowa; nazwa pochodzi od sąsiedzkich porachunków mających miejsce w tej części Kosowa w latach 50. XX wieku. Ze względu na skojarzenia z toczącą się wówczas wojną domową na Półwyspie Koreańskim mieszkańcy zaczęli złośliwie używać nazwy „Koreja”. Nazwa się przyjęła i jest stosowana do dzisiaj.
- Batorówka – dzielnica Kosowa położona niedaleko Jarost; etymologia nazwy niestety nie została wyjaśniona. Mówi się jednak, że nazwę tę wzięto od nazwy szabli batorówka. Obecnie istnieje jako ul. Batorówka.

## Pomniki
Kamień upamiętniający śmierć Stefana Karaszewskiego - bohatera wojny obronnej 1939 r.